# 集思早餐會
集思早餐會，簡稱集思會，是中國國民黨於立法院內的政治派別。成立於1988年4月22日，活躍至1990年代初期，被認為屬於親李登輝的「主流派」派系，其主張常與新國民黨連線相左。主要成員有吳梓、黃主文、林鈺祥、王金平、陳哲男、饒穎奇、紀政、林源朗、洪玉欽、林聯輝、蔡璧煌、蔡中涵、劉興善、等21位。

## 經過
隨著強人蔣經國的逝世，國民黨內也出現地方派系合縱，要在中央結盟。1988年4月22日，部分地方派系出身的立委在臺北來來飯店組成集思會。最初加入者有21名，其中15人出身地方派系。:229由於發起人之一的黃主文曾表示集思會的目的是要取得在議事運作上的主導權，曾一度引起黨秘書長李煥不滿，並派梁肅戎向發起人之一的饒穎奇勸說化解。最後集思會在吳梓向黨中央尋求諒解下得以成立。
隨著李登輝逐漸掌握實權，國民黨分成親李的「主流派」與反李的「非主流派」，集思會後來傾向往「主流派」靠攏，並與「非主流派」的新國民黨連線形成對立。
由於集思會不為中國國民黨秘書長宋楚瑜所喜，集思會成員在爭取中國國民黨內第二屆立法委員提名時遭到嚴重挫敗。此後集思會成員有的逐漸淡出運作、有的則退出中國國民黨，影響力逐漸衰微。